# Toy Story 4
Toy Story 4 (mesmo título no Brasil e em Portugal) é um filme de animação estadunidense de 2019, sendo a continuação de Toy Story 3 (2010) e o quarto filme da franquia Toy Story. O filme foi dirigido por Josh Cooley e escrito por Stephany Folsom e Andrew Stanton (este último como co-escritor do roteiro dos três primeiros filmes da série) a partir de uma história idealizada por Cooley, Folsom, Stanton e John Lasseter (diretor os dois primeiros filmes). O filme foi produzido pela Walt Disney Pictures e Pixar Animation Studios e distribuído pela Walt Disney Studios Motion Pictures.
Tom Hanks, Tim Allen, Annie Potts, Joan Cusack, Wallace Shawn, John Ratzenberger, Don Rickles, Estelle Harris, Jodi Benson, Michael Keaton, Kristen Schaal, Blake Clark, Jeff Pidgeon, Timothy Dalton, Bonnie Hunt, Lori Alan e Laurie Metcalf repetiram seus papeis dos filmes anteriores da franquia, enquanto Tony Hale, Keegan-Michael Key, Jordan Peele, Keanu Reeves e Madeleine McGraw introduzem novos personagens.
A pré-estreia de Toy Story 4 ocorreu no dia 11 de junho de 2019 no El Capitan Theatre, em Hollywood. O filme foi lançado nos Estados Unidos em 21 de junho de 2019 nos formatos convencional, Digital 3D, RealD 3D, Dolby Cinema e IMAX. No Brasil, o filme foi lançado em 20 de junho de 2019. Em Portugal, o filme foi lançado em 27 de junho de 2019. O filme lucrou mais de 1 bilhão de dólares mundialmente, ficando em 33º lugar na lista de maiores bilheterias de todos os tempos. O filme (assim como seus antecessores) foi aclamado pelos críticos, que elogiaram a história, humor, profundidade emocional, trilha sonora, animação e dublados. O filme foi indicado a dois prêmios na 92ª edição do Oscar, ganhando o de Melhor Filme de Animação.
A sequência será lançada no dia 16 de Junho de 2026.

## Enredo
O filme conta a história de um boneco que se junta a outro e ao seu grupo, que fazem uma viagem de carro com seus companheiros velhos e novos. Essa viagem mostrará a eles um mundo gigantesco para um brinquedo.

## Elenco
- Tom Hanks como Woody
- Tim Allen como Buzz Lightyear
- Christina Hendricks como Gabby Gabby
- Annie Potts como Betty(pt-BR) ou Bo Peep(pt-PT?)
- Joan Cusack como Jessie
- Wallace Shawn como Rex
- Blake Clark como Slinky
- John Ratzenberger como Porquinho(pt-BR) ou Hamm(pt-PT?)
- Don Rickles como Sr. Cabeça de Batata
- Estelle Harris como Sra. Cabeça de Batata
- Jeff Pidgeon como Aliens
- Timothy Dalton como Sr. Espeto(pt-BR) ou Sr. Pica-e-Picos(pt-PT?)
- Jeff Garlin como Botão de Ouro(pt-BR) ou Pompónei(pt-PT?)
- Kristen Schaal como Trixie
- Bonnie Hunt como Dolly(pt-BR) ou Nocas(pt-PT?)
- Keegan-Michael Key como Patinho(pt-BR) ou Ducky(pt-PT?)
- Jordan Peele como Coelhinho(pt-BR) ou Bunny(pt-PT?)
- Tony Hale como Garfinho(pt-BR) ou Garfy(pt-PT?)
- Laurie Metcalf como Sra. Davis
- Madeleine McGraw como Bonnie Anderson
- Lori Alan como Sra. Anderson
- Keanu Reeves como Duke Caboom
- Ally Maki como a Oficial Isa Risadinha(pt-BR) ou Agente Giggle McRisos(pt-PT?)
- Patricia Arquette como a mãe de Harmony

### Dublagem brasileira
Estúdio de dublagem - TV Group Digital
Produção
- Direção: Sérgio Cantú / Jill Viegas[5] e Nandu Valverde (músicas)[5]
- Tradução: Luiz Tavares[5]

Dubladores
- Marco Ribeiro: Woody[5]
- Guilherme Briggs: Buzz Lightyear[5]
- Telma da Costa: Betty Bo Pepp[5]
- Duda Espinoza: Garfinho[5]
- Marco Luque: Patinho[5]
- Perla Ficher: Bonnie Anderson[5]
- Érika Menezes: Gaby Gaby[5]
- Antonio Tabet: Coelhinho[5]
- Mauro Horta: Duke Caboom[5]
- Luísa Viotti: Isa Risadinha[5]
- Marcelo Garcia: Sr. Anderson, pai da Bonnie[5]
- Bia Barros: Sra. Julia Anderson, mãe da Bonnie[5]
- Mabel Cezar: Jessie[5]
- Mareliz Rodrigues: Dolly[5]
- Christiane Monteiro: Trixie[5]
- Fernando Mendonça: Rex[5]
- Alfredo Martins: Sr. Cabeça de Batata[5]
- Carmen Sheila: Sra. Cabeça de Batata[5]
- Carlos Gesteira: Slinky[5]
- Reginaldo Primo: Porquinho[5]
- Gutemberg Barros: Espeto[5]
- Eduardo Dascar: Botão de Ouro[5]
- Francisco Júnior: Combate Carls[5]
- Flávia Saddy: Srta. Wendy[5]
- Luiz Felipe Mello: Andy Davis[5]

## Produção
Em uma entrevista em 2010, Lee Unkrich declarou inicialmente que um quarto filme de Toy Story não estava sendo planejado. "Bem, nós não temos planos para Toy Story 4", disse Unkrich. "Eu sou lisonjeado que as pessoas perguntam sobre isso - me lembra o quanto as pessoas amam os personagens, mas foi realmente importante para mim com este filme, que não apenas não vamos criar outra sequência, mas não vai houver nenhum outro apêndice saindo dos outros dois. " Unkrich continuou a dizer, "pode haver oportunidades para Woody e Buzz no futuro, mas não temos planos para nada agora". Também foi relatado que Hanks e Allen assinaram para um quarto Toy Story se a Pixar tivesse decidido produzir um. Em uma entrevista à BBC em 2011, Hanks disse que acreditava que a Pixar estava trabalhando em uma sequela. Em fevereiro de 2013, a Disney negou rumores de que Toy Story 4 estava em produção com uma data de lançamento de 2015, dizendo que "nada é oficial".
Toy Story 4 foi anunciado oficialmente pela Disney durante uma reunião de acionistas em 6 de novembro de 2014. John Lasseter voltará a dirigir, com os roteiristas Rashida Jones e Will McCormack se juntando ao projeto depois que Lasseter e Andrew Stanton escreveram um tratamento do filme baseado em uma conversa entre eles e Pete Docter e Lee Unkrich. Galyn Susman produzirá. Lasseter afirmou que Pixar decidiu produzir a sequela por causa de sua "paixão pura" para a série. Lasseter disse que Toy Story 4 será uma história de amor. Segundo Lasseter, "Toy Story 3 terminou a história de Woody e Buzz com Andy tão perfeitamente que por muito tempo, nunca falamos em fazer outro filme de Toy Story. Mas quando Andrew, Pete, Lee e eu surgiram com essa nova ideia, eu não conseguia parar de pensar nisso. Era tão motivante para mim, eu sabia que precisávamos fazer esse filme - e eu queria dirigi-lo eu mesmo."
Em março de 2015, o presidente da Pixar, Jim Morris, afirmou que o filme não será uma continuação do terceiro filme, mas sim uma seqüência independente. No mesmo mês, a Variety revelou que Josh Cooley, o diretor da história de Inside Out da Pixar (2015), foi nomeado co-diretor de Toy Story 4. Na mesma época, Lasseter revelou que o quarto filme tinha sido um segredo da Pixar que até mesmo Morris e Edwin Catmull (presidente da Pixar e da Disney Animation, a quem Morris responde) não sabiam que estava sendo discutido até Stanton já ter concluído um tratamento polido.
Em agosto de 2015 na D23 Expo, Lasseter disse que o filme iria se concentrar no romance entre Woody e Betty e a viagem de Woody com Buzz para encontrá-la. Em maio de 2016, Hanks confirmou que tinha terminado sua primeira sessão de dublagem do personagem.
Don Rickles, quem dublou o Sr. Cabeça de Batata desde o início da franquia, morreu em 6 de abril de 2017 e não teve a chance de gravar diálogo para este filme como o roteiro ainda estava sendo escrito em torno da época de sua morte. De acordo com Josh Cooley, a família de Rickles contatou a Pixar e perguntou se havia alguma maneira de incluí-lo no filme. A Pixar revisou 25 anos de material de arquivo do qual Rickles participou, incluindo linhas não utilizadas dos três primeiros filmes de Toy Story, videogames e outras mídias relacionadas para a franquia, e outras obras, e conseguiram reunir material suficiente para usar dentro do filme.

## Trilha sonora
Randy Newman, que compôs e escreveu canções para os três filmes anteriores, teve seu retorno confirmado na D23 Expo 2015. O diretor Josh Cooley afirmou que ele contratou Newman para retornar porque ele "não pode imaginar fazer o quarto filme sem Randy Newman". Newman escreveu novos temas para os personagens Bonnie, Gabby Gabby, e Duke Caboom, sendo que a composição para o último possui acordeões e bandolins para representar as memórias de rejeição do personagem. Ele também escreveu um "tema de subordinado" para o Garfinho. Newman também compôs duas novas músicas para o filme, cujos títulos são "The Ballad of the Lonesome Cowboy" e "I Can't Let You Throw Yourself Away", sendo que a última é cantada pelo próprio. Em 5 de junho de 2019, a versão de Chris Stapleton de "Cowboy" foi lançada como um single. A trilha sonora do filme, com as músicas de Newman, as versões de Stapleton e Newman das duas novas canções, e uma nova versão de "You've Got a Friend in Me", de Newman, foram lançadas em 21 de junho de 2019, juntamente com o filme.
Todas as faixas escritas e compostas por Randy Newman. 
| N.º            | Título                                                                         | Duração |  |
| 1.             | "You've Got a Friend in Me" (interpretada por Randy Newman)                    | 2:39    |  |
| 2.             | "I Can't Let You Throw Yourself Away" (interpretada por Randy Newman)          | 2:05    |  |
| 3.             | "The Ballad of the Lonesome Cowboy" (interpretada por Chris Stapleton)         | 1:51    |  |
| 4.             | "Operation Pull Toy"                                                           | 5:19    |  |
| 5.             | "Woody's Closet of Neglect"                                                    | 3:55    |  |
| 6.             | "School Daze"                                                                  | 4:22    |  |
| 7.             | "Trash Can Chronicles"                                                         | 3:28    |  |
| 8.             | "The Road to Antiques"                                                         | 2:41    |  |
| 9.             | "A Spork in the Road"                                                          | 1:56    |  |
| 10.            | "Rubber Baby Buggy Butlers"                                                    | 1:52    |  |
| 11.            | "Buzz's Flight & A Maiden"                                                     | 4:07    |  |
| 12.            | "Ducky, Bunny, & Tea"                                                          | 2:16    |  |
| 13.            | "Moving at the Speed of Skunk"                                                 | 1:34    |  |
| 14.            | "Bo Peep's Panorama for Two"                                                   | 2:36    |  |
| 15.            | "Three Sheeps to the Wind"                                                     | 2:55    |  |
| 16.            | "Sneaking and Antiquing"                                                       | 1:42    |  |
| 17.            | "Recruiting Duke Caboom"                                                       | 1:16    |  |
| 18.            | "Prepping the Jump"                                                            | 2:20    |  |
| 19.            | "Let's Caboom!"                                                                | 4:07    |  |
| 20.            | "Cowboy Sacrifice"                                                             | 2:06    |  |
| 21.            | "Operation Harmony"                                                            | 4:24    |  |
| 22.            | "Duke's Best Crash Ever"                                                       | 2:43    |  |
| 23.            | "Gabby Gabby’s Most Noble Thing"                                               | 3:02    |  |
| 24.            | "Parting Gifts & New Horizons"                                                 | 5:05    |  |
| 25.            | "The Ballad of the Lonesome Cowboy (Soundtrack version)" (performed by Newman) | 1:51    |  |
| Duração total: | Duração total:                                                                 | 72:37   |  |

## Lançamento
Toy Story 4 teve sua pre-estreia no El Capitan Theatre, em Hollywood, em 11 de junho de 2019. O filme foi inicialmente planejado para lançar em 16 de junho de 2017. mas foi adiado para 15 de junho de 2018, já a data de lançamento de 2017 seria entregue para Carros 3. Depois de um tempo, o lançamento foi marcado para o dia 21 de junho de 2019, já que a data de 2018 seria entregue para Incredibles 2, que estava em produção. O filme também foi exibido nos cinemas IMAX e, ao contrário da maioria dos filmes da Pixar, não foi lançado teatralmente com uma curta-metragem, marcando a terceira vez que um filme da Pixar é lançado sem curtas, após o filme original e Coco de 2017.
O filme teve uma exibição inicial no Disney's Hollywood Studios em 8 de junho de 2019.
Foi lançado no Brasil em 20 de junho de 2019, e em Portugal, uma semana depois, em 27 de junho de 2019.

### Marketing
O primeiro pôster do teaser foi revelado na D23 Expo 2015 juntamente com os primeiros pôsteres do filme Carros 3 e do filme Incredibles 2. A Pixar mostrou algumas imagens do filme no CineEurope de 2018. O primeiro teaser trailer introduziu Forky, junto com o pôster teaser foi lançado em 12 de novembro de 2018. Em 28 de novembro, um novo pôster oficial internacional foi lançado.

## Recepção

### Bilheteria
Toy Story 4 assim como seus antecessores foi um sucesso de bilheteria, arrecadando US$ 120,9 milhões no primeiro fim de semana nos Estados Unidos e Canadá, sendo a maior estreia da franquia na América do Norte e a terceira maior estreia no mercado interno de um filme da Pixar, atrás de Incredibles 2 (US$ 182,6 milhões) e Finding Dory (US$ 135 milhões). O quarto filme da franquia arrecadou US$ 434,038,008 milhões na bilheteria doméstica, sendo a segunda maior bilheteria na América do Norte de uma animação em 2019 atrás apenas de Frozen 2 (US$ 477 milhões). Ganhou US$ 639,356,585 milhões nos outros países, somando US$ 1,073,394,593 mundialmente. É a maior bilheteria da franquia, a segunda maior bilheteria da Pixar e a sexta maior bilheteria de 2019.

#### Brasil
No Brasil, logo em seu primeiro final de semana, Toy Story 4 assumiu a liderança das bilheterias no país, com R$ 34,9 milhões arrecadados e levando quase 2 milhões de espectadores aos cinemas. Na segunda semana em cartaz, o filme continuou em primeiro lugar, tendo levado mais de 940 mil pessoas aos cinemas só entre quinta e domingo. Na terceira semana o filme Homem-Aranha: Longe de Casa estreou nos cinemas e obteve o primeiro lugar, com isso Toy Story 4 ficou em segundo nas bilheterias e essa posição se manteve na quarta semana. Na quinta semana, Toy Story 4 caiu para o terceiro lugar devido a estreia de O Rei Leão, que ficou com a liderança.
No total, Toy Story 4 foi um grande sucesso no Brasil. O filme levou 7.988.400 espectadores aos cinemas do país, sendo a quinta maior bilheteria no Brasil em 2019.

### Crítica
No site agregador de críticas Rotten Tomatoes, o filme detém um índice de aprovação de 97% com base em 459 críticas, obtendo uma classificação média de 8,3/10; o consenso dos críticos do site diz: "Comovente, engraçado e lindamente animado, Toy Story 4 consegue a façanha improvável de estender - e talvez concluir - uma saga animada praticamente perfeita". O Metacritic, que usa uma média ponderada, atribuiu ao filme uma pontuação de 84 de 100 com base em 57 críticos, indicando "aclamação universal". O público pesquisado pelo CinemaScore deu ao filme uma nota média "A" em uma escala de "A+" a "F", enquanto 89% dos entrevistados no PostTrak deram uma pontuação positiva, com 75% dizendo que definitivamente o recomendariam.
O filme recebeu uma classificação de quatro estrelas de Matt Zoller Seitz do site RogerEbert.com, que escreveu: "Esta franquia demonstrou uma capacidade impressionante de vencer as adversidades e se reinventar, ao longo de um período de tempo longo o suficiente para duas gerações crescerem. É uma loja de brinquedos de ideias, com novas maravilhas em cada corredor". Ann Hornaday, do jornal The Washington Post, também deu ao filme quatro de quatro estrelas e elogiou sua "mistura visualmente deslumbrante de esquemas astutos e aventuras ousadas", além de alcançar "um equilíbrio quase perfeito entre familiaridade e novidade, ação e emoção, e cumprimentos alegres e despedidas mais agridoces. Peter DeBruge, da revista Variety, escreveu "Toy Story inaugurou a era dos desenhos animados animados gerados por computador e o seu quarto filme encerra a saga lindamente. Pelo menos, por enquanto". Robbie Collin do The Daily Telegraph declarou em sua crítica ao jornal "Toy Story 4 reafirma que a Pixar, no seu melhor, é como nenhum outro estúdio de animação por aí". O crítico de cinema brasileiro Márcio Sallem comentou que "(...) mesmo que Toy Story 4 pareça um mero epílogo para a gangue de brinquedos como um todo, é o desfecho que Woody, o protagonista de toda a série, de fato merecia"; ele concluiu afirmando que "Com a mistura de nostalgia e redescobertas, bem como a sensação de dever cumprido e fechamento, Toy Story 4 é a cereja que faltava a esta franquia irrepreensível e inesquecível".

## Futuro

### Sequência
Em fevereiro de 2019, Allen manifestou interesse em fazer outro filme, pois "não via nenhuma razão para que não o fizessem". Em maio, o produtor Mark Nielsen confirmou que depois de Toy Story 4, a Pixar voltaria seu foco para fazer filmes originais em vez de sequências por um tempo. No The Ellen DeGeneres Show, Hanks disse que Toy Story 4 seria o capítulo final da franquia, mas Nielsen divulgou a possibilidade de um quinto filme, já que a Pixar não estava descartando essa possibilidade. Em fevereiro de 2023, uma sequência foi anunciada pelo CEO da Disney, Bob Iger. No dia 5 de Abril de 2024, Toy Story 5 ganhou um data de estreia para 19 de Junho de 2026.

### Spin-off
Um spin-off da série principal de filmes intitulado Lightyear foi lançado em 17 de junho de 2022, dirigido por Angus MacLane. Ele estrelou Chris Evans como a voz de um Buzz Lightyear humano e se concentrou na história de fundo do universo de Buzz antes de se tornar um brinquedo famoso.

### Curta-metragem
Um curta-metragem intitulado Aventuras de Betty revela o paradeiro de Betty entre sair e se reunir com Woody. O curta foi lançado no Disney+ em 31 de janeiro de 2020.

### Série
Uma série educacional curta de 10 episódios, Garfinho Pergunta, estreou no Disney+ em 12 de novembro de 2019.